# Brachyauchenus minutus
Brachyauchenus minutus är en insektsart som beskrevs av Nickle 2006. Brachyauchenus minutus ingår i släktet Brachyauchenus och familjen vårtbitare. Inga underarter finns listade i Catalogue of Life.